# Poropuntius
A Poropuntius  a csontos halak (Osteichthyes) főosztályának sugarasúszójú halak (Actinopterygii)  osztályába, a pontyalakúak (Cypriniformes) rendjébe, a pontyfélék (Cyprinidae) családjába tartozó nem.

## Rendszerezés
A nemhez az alábbi 38 faj tartozik.
- Poropuntius (Smith, 1931) – 38 faj
  - Poropuntius alloiopleurus
  - Poropuntius angustus
  - Poropuntius bantamensis
  - Poropuntius birtwistlei
  - Poropuntius bolovenensis
  - Poropuntius burtoni
  - Poropuntius carinatus
  - Poropuntius chondrorhynchus
  - Poropuntius chonglingchungi
  - Poropuntius clavatus
  - Poropuntius cogginii
  - Poropuntius consternans
  - Poropuntius daliensis
  - Poropuntius deauratus
  - Poropuntius exiguus
  - Poropuntius faucis
  - Poropuntius fuxianhuensis
  - Poropuntius genyognathus
  - Poropuntius hampaloides
  - Poropuntius hathe
  - Poropuntius heterolepidotus
  - Poropuntius huangchuchieni
  - Poropuntius huguenini
  - Poropuntius ikedai
  - Poropuntius kontumensis
  - Poropuntius krempfi
  - Poropuntius laoensis
  - Poropuntius lobocheiloides
  - Poropuntius margarianus
  - Poropuntius melanogrammus
  - Poropuntius normani
  - Poropuntius opisthoptera
  - Poropuntius scapanognathus
  - Poropuntius smedleyi
  - Poropuntius solitus
  - Poropuntius speleops
  - Poropuntius susanae
  - Poropuntius tawarensis